# 虎嗅
虎嗅网，简称虎嗅，是中国大陆一家网站，2012年5月开始运营。该平台上会登载一些约稿、作者投稿、互联网抓取的信息等。

## 历史
虎嗅网由前《中国企业家》杂志执行总编辑李岷所创立，虎嗅名字来自英国诗人齊格弗里德·沙遜的詩句：“心有猛虎，细嗅蔷薇。”虎嗅网曾先后获得网易、阿里巴巴的投资。2015年12月，北京虎嗅信息科技股份有限公司在新三板挂牌。2019年2月18日，虎嗅科技公告称因自身业务发展和战略规划调整的需要，公司在新三板申请终止挂牌。

## 争议
2018年12月17日，今日头条称因虎嗅网传播不实消息而将其诉至北京市海淀区人民法院。
虎嗅宣布自2020年12月19日0时起网站及APP停止更新一個月，進入維護狀態，將積極營造清朗空間。外界猜測這或与該網先前发布的一篇文章有关，文章認為「反壟斷」不宜太過度，而这與12月18日召開的中共中央經濟工作會議提出的反壟斷不同調。